# Modeschneider

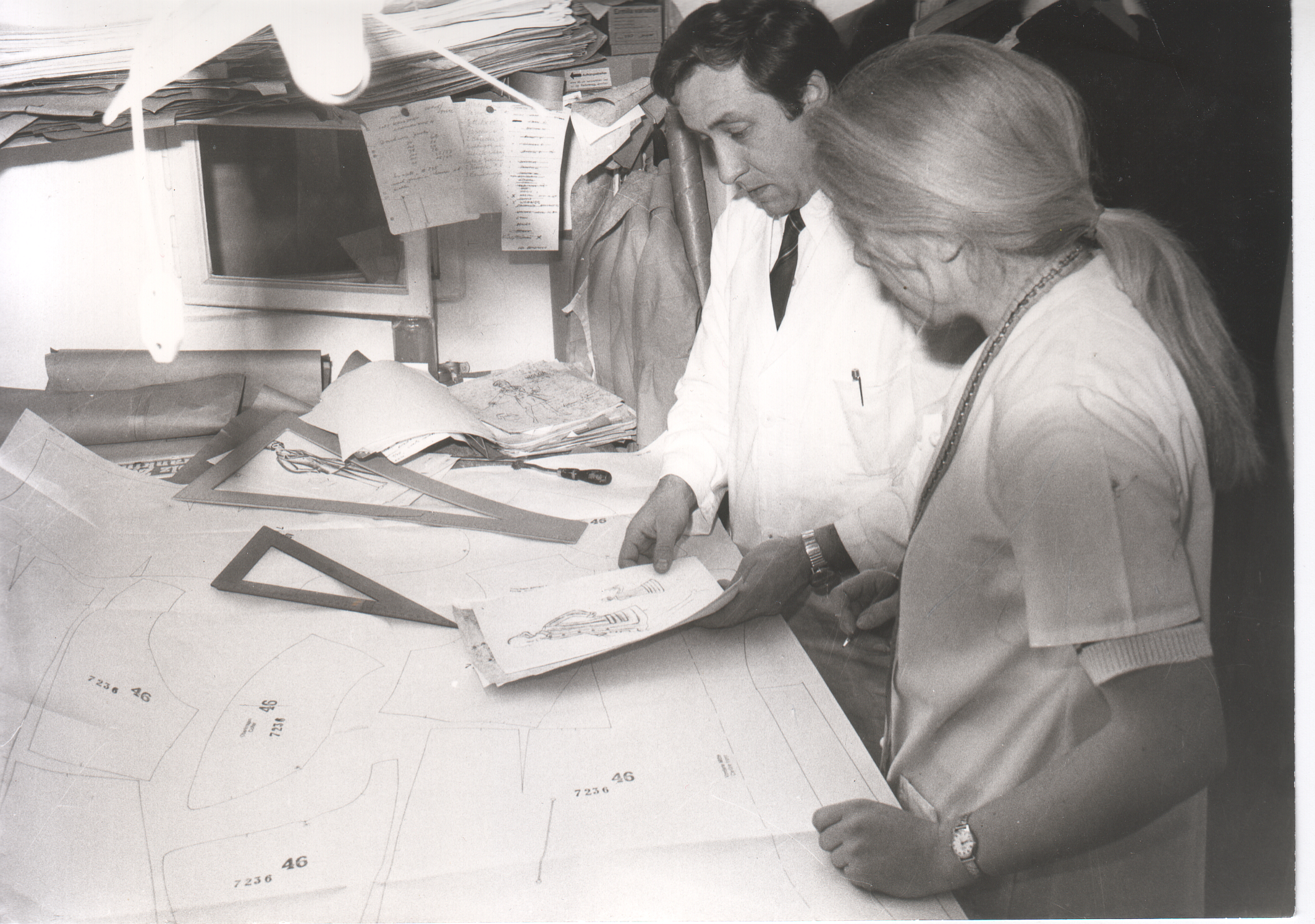
Arbeit im Musteratelier

Textil- und Modeschneider stellen Prototypen textiler Erzeugnisse her. Sie können Grundschnitte analysieren, Schnitte für Kleinteile erstellen und optimieren diese für die Serienfertigung. Im Musteratelier arbeiten sie eng mit den Direktricen zusammen, die die Schnitte erstellen. Aus dem Modellschnitt gradiert die Direktrice die Schnitte für die Produktion in mehrere Größen, die Serienfertigung wird vorbereitet und in der Produktion die Qualität überwacht. Hierfür benötigen die Direktricen die Unterstützung durch die Modeschneider.

## Aufgaben und Tätigkeiten im Überblick
In der Fertigung planen sie unter anderem Produktionsverfahren und -abläufe nach wirtschaftlichen und technischen Gesichtspunkten, kalkulieren den jeweiligen Kostenaufwand, bestellen Material und stellen die Materialien für den Nähbetrieb zusammen. Sie weisen Modenäher in ihre jeweiligen Aufgaben ein, stellen die erforderlichen Maschinen ein, die sie auch instand halten, überwachen den Produktionsablauf und kontrollieren die fertigen Produkte. Anspruchsvolle Näharbeiten  übernehmen sie auch selbst. Das Zuschneiden der Stoffen übernimmt der Zuschneider.

## Die Ausbildung
Zu den Kenntnissen, die vermittelt werden, gehört es, Modellschnitte analysieren zu können, für die Produktion vorzubereiten, sie auf Vollständigkeit zu prüfen, sowie Schnitte für Einlagen zu erstellen, beispielsweise Einlagen für Krägen. Auch sind Längenänderung durchzuführen und Nahtzugaben einzuzeichnen.
Die Ausbildung umfasst auch die Erstellung von Schnittlagenbildern und deren Optimierung unter Beachtung des Fadenlaufs. In der Praxis benutzen Direktricen hierfür jedoch Programmen zum computergestützten Konstruieren (CAD-Programme). Auch wird die Anwendung der Grundlagen der Gradierung unterrichtet. In der Praxis gradieren jedoch Direktricen CAD-gestützt. Nach Arbeitsauftrag durch Direktricen werden in der Produktion Zwischenkontrollen durchgeführt (Qualitätssicherung).
Modeschneider ist ein anerkannter, dreijähriger Ausbildungsberuf nach dem Berufsbildungsgesetz (BBiG). Er ist dem Berufsfeld Textiltechnik und Bekleidung zugeordnet.  Die Ausbildung kann in zwei Stufen erfolgen: Nach Abschluss der 1. Stufe (2 Jahre) Modenäher wird in der 2. Stufe (1 Jahr) der Berufsabschluss Modeschneider erworben. Der Monoberuf wird ohne Spezialisierung nach Fachrichtungen oder Schwerpunkten an Fachschulen und in Betrieben der Bekleidungs- und Textilindustrie ausgebildet. Eine Weiterbildung zur Direktrice ist möglich.